# Brachycrotaphus steindachneri
Brachycrotaphus steindachneri är en insektsart som beskrevs av Krauss 1877. Brachycrotaphus steindachneri ingår i släktet Brachycrotaphus och familjen gräshoppor. Inga underarter finns listade i Catalogue of Life.